# PhotoRec
PhotoRec ist eine freie Datenrettungs-Software zur Wiederherstellung von Dateien, die gelöscht und noch nicht überschrieben wurden oder auf einem beschädigten Dateisystem lagern.

## Beschreibung
Sie ist von Christophe Grenier in der Programmiersprache C geschrieben und als freie Software unter den Bedingungen von Version 2 oder höher der GNU General Public License (GPL) veröffentlicht. PhotoRec ist auf allen populären Betriebssystemen lauffähig. Es werden diverse Unix-ähnliche Betriebssysteme (GNU/Linux, macOS, xBSD …), sowie DOS und Windows unterstützt. Bei allen populäreren Linux-Distributionen kann sie direkt mit der Paketverwaltung aus den Standard-Paketquellen installiert werden; wenn auch nicht immer in der neuesten Version. Sie kommt im Bündel mit der Software TestDisk. PhotoRec ist ein Kommandozeilenwerkzeug; eine Qt-basierte graphische Benutzeroberfläche ist in Arbeit (QPhotoRec).
PhotoRec wurde ursprünglich speziell für Digitalkameras entwickelt, daher sein Name (PhotoRec ist die Abkürzung für „photo recovery“ = Wiederherstellung von Fotos). PhotoRec 1.0 erschien Ende April 2002 und konnte zunächst nur JPEG- und MOV-Dateien erfassen. Seither ist die Zahl der unterstützten Dateiformate und Dateisysteme stetig gestiegen und der Funktionsumfang angewachsen, sodass das Programm nunmehr ein universelles Datenrettungswerkzeug darstellt. Seit 2004 ist es der Reparatursoftware TestDisk beigelegt (seit TestDisk 5.4), und jede neue Version wird gemeinsam veröffentlicht.

## Funktionalität
PhotoRec arbeitet auf verschiedensten Speichermedien (auch interne Speicher verschiedener Kameras) oder Abbilddateien mit einer Vielzahl unterschiedlichster Dateisysteme (über 20). Eine Assistentenfunktion leitet Schritt für Schritt durch den Wiederherstellungsprozess.
Auf das Quelldateisystem wird nur lesend zugegriffen. Gefundene Daten werden auf anderen Partitionen oder Geräten abgelegt.
PhotoRec ignoriert eventuell vorhandene Dateisystemreste komplett und arbeitet daher unabhängig vom Beschädigungszustand des Dateisystems.
Es nutzt die sogenannte „Carving“-Methode, das heißt, es liest den rohen Datenstrom und sucht darin nach Signaturen bekannter Dateiformate (in der Regel deren Kopfdatenstruktur). Dazu hat es Erkennungsmuster für über 180 Dateiformate, darunter die meisten wichtigen Bildformate sowie Audio-, Office-Dokument-, Archiv- und andere Formate.